# Buccella
Buccella is een plaats (frazione) in de Italiaanse gemeente Vigevano.